# Caballo (groupe)
Pour les articles homonymes, voir Caballo.
Caballo est un groupe indépendant espagnol, originaire de Tolède. Il est formé en 2005 par Angela Gugliotta et José Henriquez.

## Histoire
Le groupe est formé en 2005 à Tolède, lorsque José Henríquez, leader du groupe Culto Oculto, a décidé de se lancer dans un projet solo. Henríquez demande à Angela Gugliotta, ex Slamballet et collaboratrice régulière de Culto Oculto, de s'occuper de la basse et des séquences, mais en peu de temps, la collaboration se transforme en une fusion qui donne naissance au groupe Caballo.
Henríquez déclare dans plusieurs interviews que la première chanson que lui et Gugliotta ont composée était Fuck You, la chanson qui a donné son nom à leur premier EP. Dès l'enregistrement de ce single, le groupe évolue rapidement. Après avoir joué dans différentes salles du circuit indie madrilène, ils enregistrent leur premier album, Fuck You, et sont invités au festival Periferias à Huesca.
À partir de ce moment, le groupe augmente son activité, jouant dans différents festivals, parmi lesquels le Sziget Festival (Budapest) se distingue, ils sont bien accueillis par la critique et en juin 2006, ils font déjà la couverture du supplément culturel EP3 du journal espagnol El País. Caballo a enregistré trois albums jusqu'en 2012 : Fuck You aux teintes industrielles, El Camino, un album très expérimental qui inclut des chansons en espagnol pour la première fois dans leur répertoire, et Novem, 9 chansons dans lesquelles les genres punk blues et rockabilly se distinguent.

## Style musical
Caballo évolue entre le punk blues, le rockabilly, le rock expérimental et le punk. En ce qui concerne les paroles, l'influence de la poésie maudite et de la poésie beat est perceptible. Dans une interview du groupe parue dans le magazine spécialisé La Dosis, lorsqu'on les interroge directement sur ces influences, ils font référence à William Blake, José Antonio Ramos Sucre, Gustavo Adolfo Bécquer, Arthur Rimbaud et Javier Corcobado. Dans les chansons No quiero volver a verte et Absenta de l'album Novem, ces influences sont clairement perceptibles.

## Membres actuels
- José Henríquez - guitare, voix
- Angela Gugliotta - basse, chant
- Diego Henríquez Gugliotta - batterie, chant

## Discographie
- 2005 : Fuck You (FTS Records)
- 2008 : El Camino (FTS Records)
- 2012 : Novem (FTS Records)